# Levocetirizine
Levocetirizine, được bán dưới tên thương hiệu Xyzal và các nhãn khác, là thuốc kháng histamine được sử dụng để điều trị viêm mũi dị ứng (sốt cỏ khô) và phát ban lâu dài không rõ nguyên nhân. Nó ít gây ngủ hơn thuốc kháng histamine cũ. Nó được uống bằng miệng.
Các tác dụng phụ thường gặp bao gồm buồn ngủ, khô miệng, ho, nôn và tiêu chảy. Sử dụng thuốc này trong thai kỳ có vẻ an toàn nhưng chưa được nghiên cứu kỹ và sử dụng khi cho con bú không an toàn. Nó được phân loại là thuốc kháng histamine thế hệ thứ hai và hoạt động bằng cách ngăn chặn thụ thể histamine H1.
Levocetirizine đã được chấp thuận cho sử dụng y tế tại Hoa Kỳ vào năm 2007  Nó là có sẵn như là một loại thuốc gốc. Một tháng cung cấp ở Vương quốc Anh tiêu tốn của NHS khoảng 4,50 £ vào năm 2019. Tại Hoa Kỳ, chi phí bán buôn của số thuốc này là khoảng 3 USD. Năm 2016, đây là loại thuốc được kê đơn nhiều thứ 163 tại Hoa Kỳ với hơn 3 triệu đơn thuốc.

## Sử dụng trong y tế
Levocetirizine được sử dụng cho các triệu chứng dị ứng bao gồm chảy nước mắt, chảy nước mũi, hắt hơi, nổi mề đay và ngứa. Các nhà sản xuất tuyên bố nó có hiệu quả hơn với ít tác dụng phụ hơn so với các loại thuốc thế hệ thứ hai trước đó; tuy nhiên, không có nghiên cứu độc lập được công bố nào ủng hộ những khẳng định so sánh này. Một nghiên cứu được tài trợ bởi nhà sản xuất UCB đã kết luận rằng nó có thể hiệu quả hơn một số thuốc chống histamine thế hệ thứ hai và thứ ba khác, nhưng không so sánh nó với cetirizine.